# Witalij Hajduk
Witalij Anatolijowytsch Hajduk (ukrainisch Віталій Анатолійович Гайдук; * 12. Juli 1957 in Chlibodariwka, Ukrainische SSR) ist ein ukrainischer Unternehmer und Politiker.

## Leben
Witalij Hajduk kam in einem Dorf in der Oblast Donezk zur Welt und studierte bis 1980 am Polytechnischen Institut in Donezk Ingenieur-Ökonom. 2001 wurde er am Institut für Industrieökonomik der NAS der Ukraine zum Kandidat der Wissenschaften habilitiert.
Von 1994 bis 1997 war er stellvertretender Vorsitzender des Regionalrates Donezk und Erster Vizegouverneur der Oblast Donezk.
Vom Januar 2000 bis zum März 2001 war er erster stellvertretende Minister für Brennstoffe und Energie der Ukraine, vom 22. November 2001 bis zum 26. November 2002 im Kabinett Kinach Minister für Brennstoffe und Energie der Ukraine und vom 26. November 2002 bis zum 5. Dezember 2003 war er einer der Vize-Ministerpräsidenten im Ersten Kabinett Janukowytsch.
Am 10. Oktober 2006 wurde er Sekretär des Nationalen Sicherheits- und Verteidigungsrats der Ukraine und hatte dieses Amt bis zum 12. Mai 2007 inne.
Er ist einer der Gründer der Industrieunion Donbass. Laut der Zeitschrift Korrespondent besaß er 2006 ein Vermögen von 1,7 Mrd. US-Dollar und lag damit 2006 in der Rangliste der reichsten Menschen in der Ukraine auf dem 7. Platz. Auf Grund der Finanzkrise sank sein Vermögen erheblich, laut Forbes-Ukraine betrug sein Vermögen 2016 339.000.000 US-$.

## Privates
Witalij Hajduk ist verheiratet und hat einen Sohn und eine Tochter.

## Ehrungen
Witalij Hajduk erhielt zahlreiche Ehrungen, darunter:
- 2007 Orden des Fürsten Jaroslaw des Weisen 5. Klasse[2]
- 2005 Verdienstorden der Ukraine 3. Klasse[2]